# Gabredarre
Gabredarre (in amarico: ቀብሪ ደሃር, Ḳäbəri Däharə; in lingua somala Qabridahare) è una città dell'Etiopia orientale nella regione  geografica dell'Ogaden, situata nella Zona di Korahe nella Regione di Somali.
La città è servita dall'Aeroporto di Gabredarre.
Nel 1931 vi ci scoppiò una piccola epidemia di malaria a causa della vicinanza (500 m circa) di un accampamento militare al fiume Fafan. 
La città possiede un ospedale, inaugurato nel 1958 dall'Imperatore Hailé Selassié, durante una sua visita nelle terre dell'Ogaden. Nel 1966 fu costruita una strada che collega la città di Gabredarre alla nuova città di Gode.
Durante la Guerra dell'Ogaden la città fu catturata dall'Esercito Somalo
ma, in seguito, ricatturata dalla Terza Brigata Etiope di Paracommando l'8 marzo 1978.
Nel 1997 la città contava 24.263 abitanti. 
Gabredarre è il più grande insediamento nell'omonima woreda di Gabredarre.